# Le Grand-Saconnex
Le Grand-Saconnex (toponimo francese) è un comune svizzero di 12 131 abitanti del Canton Ginevra; ha lo status di città.

## Geografia fisica
La superficie comunale è ripartita in: abitazioni o infrastrutture 83,8%, superfici agricole 14,2%, superfici boschive 2,0%.

## Storia

### Simboli

Blasone della famiglia De Sacconay

Lo stemma del comune deriva con piccole modifiche da quello della famiglia De Saconnay, la cui signoria si estendeva anche al paese di Bursinel, nel Canton Vaud (questo spiega perché gli stemmi dei due comuni siano molto simili tra loro).
La famiglia De Sacconay si estinse nel corso del XVIII secolo e con essa anche il blasone. Il 18 settembre 1914, il Consiglio municipale di Le Grand-Saconnex lo adottò come stemma comunale. La decisione fu approvata dal Consiglio di Stato il 6 ottobre 1914.

## Monumenti e luoghi d'interesse

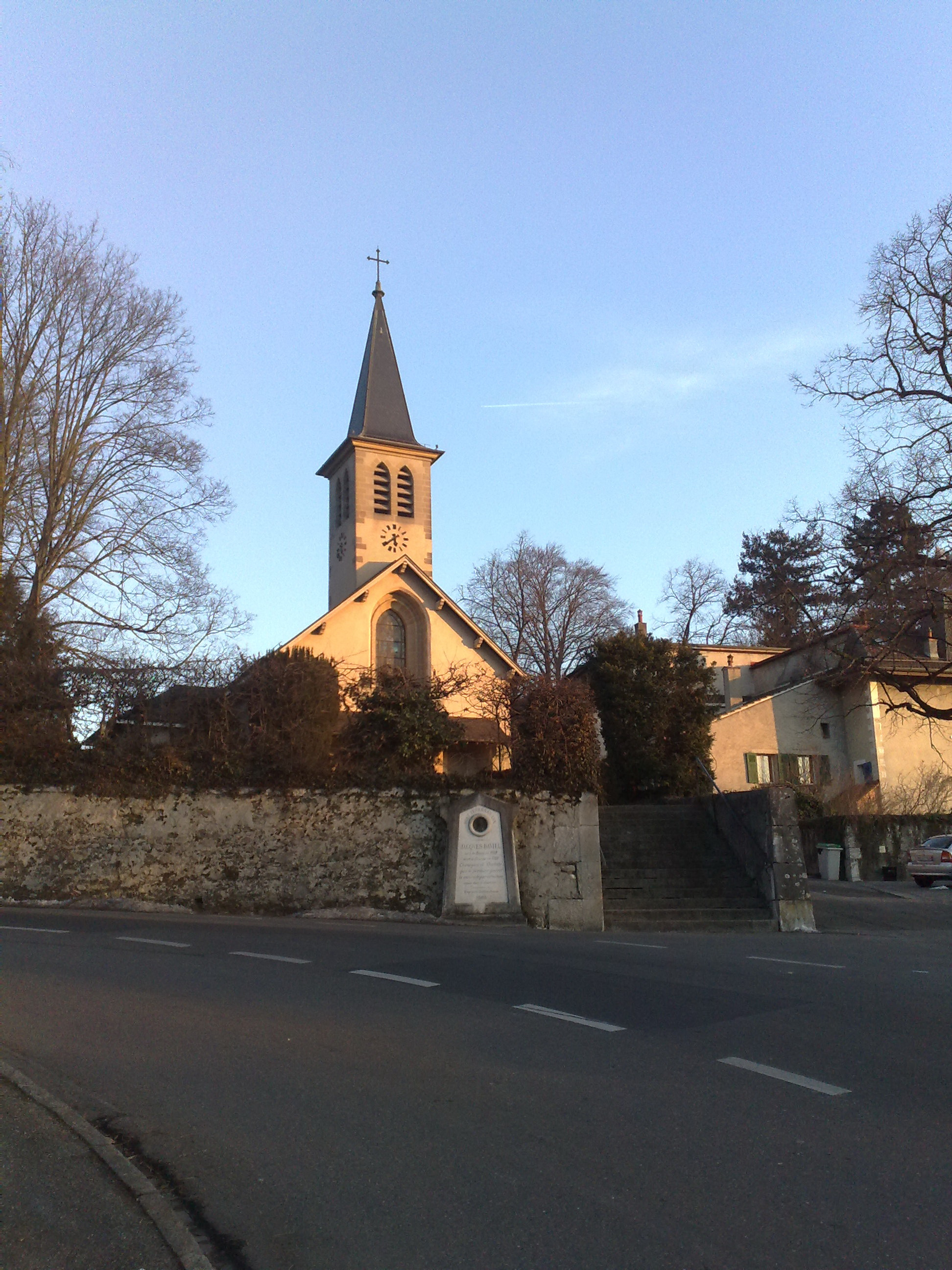
La chiesa cattolica di Sant'Ippolito

- Chiesa cattolica di Sant'Ippolito, eretta nel V secolo e ricostruita nel XIII secolo e nel 1847[3];
- Cappella riformata, eretta nel 1905[3].

## Società

### Evoluzione demografica
Nel 2006  le Grand-Saconnex è diventato il decimo comune del cantone di Ginevra a superare i 10 000 abitanti. L'evoluzione demografica è riportata nella seguente tabella:
Abitanti censiti

### Istituzioni, enti e associazioni
A Le Grand-Saconnex hanno la loro sede, tra le altre istituzioni internazionali che fanno capo all'area urbana ginevrina, l'International Campaign to Abolish Nuclear Weapons e l'Organizzazione internazionale per le migrazioni.

## Geografia antropica

### Frazioni e quartieri
Le frazioni e i quartieri di Le Grand-Saconnex sono:
- Cointrin[3][5]
- Jonc
- La Tour
- Pommier
- Saconnex[senza fonte]

## Economia
L'economia del comune risente in modo notevole della presenza sul suo territorio dell'Aeroporto Internazionale di Ginevra e del Geneva Palexpo, l'area dedicata alle esposizioni di Ginevra e dove si tiene anche il Salone dell'automobile di Ginevra.

## Infrastrutture e trasporti
A Le Grand-Saconnex si trovano l'aeroporto di Ginevra-Cointrin con la stazione di Ginevra Aeroporto.

## Amministrazione
Ogni famiglia originaria del luogo fa parte del comune patriziale che ha la responsabilità della manutenzione di ogni bene comune.